# Заленже (Західнопоморське воєводство)
Заленже (пол. Załęże) — село в Польщі, у гміні Козелиці Пижицького повіту Західнопоморського воєводства.
Населення — 153 особи (2011).
У 1975-1998 роках село належало до Щецинського воєводства.

## Демографія
Демографічна структура станом на 31 березня 2011 року:
|          | Загалом | Допрацездатний вік | Працездатний вік | Постпрацездатний вік |
| -------- | ------- | ------------------ | ---------------- | -------------------- |
| Чоловіки | 76      | 12                 | 56               | 8                    |
| Жінки    | 77      | 11                 | 45               | 21                   |
| Разом    | 153     | 23                 | 101              | 29                   |